# Gäddtjärnen (Vilhelmina socken, Lappland, 717128-155181)
Gäddtjärnen är en sjö i Vilhelmina kommun i Lappland och ingår i Ångermanälvens huvudavrinningsområde. Sjön har en area på 0,0613 kvadratkilometer och ligger 363,2 meter över havet.

## Delavrinningsområde
Gäddtjärnen ingår i det delavrinningsområde (716898-155070) som SMHI kallar för Ovan VDRID = Siksjöbäcken i Vojmåns vattendragsyta. Medelhöjden är 385 meter över havet och ytan är 40,91 kvadratkilometer. Räknas de 289 avrinningsområdena uppströms in blir den ackumulerade arean 3 050,07 kvadratkilometer. Vojmån som avvattnar avrinningsområdet har biflödesordning 2, vilket innebär att vattnet flödar genom totalt 2 vattendrag innan det når havet efter 290 kilometer. Avrinningsområdet består mestadels av skog (63 procent) och sankmarker (28 procent). Avrinningsområdet har 2,38 kvadratkilometer vattenytor vilket ger det en sjöprocent på 5,8 procent.